# 1422
Пізнє Середньовіччя •  Відродження •  Реконкіста •  Ганза •  Столітня війна •  Гуситські війни

## Геополітична ситуація
Османську державу очолює Мурад II (до 1444). Імператором Візантії є Мануїл II Палеолог (до 1425), а королем Німеччини Сигізмунд I Люксембург (до 1437). За французький трон борються англійський король Генріх VI та французький дофін Карл VII.
Апеннінський півострів розділений: північ належить Священній Римській імперії, середню частину займає Папська область, південь належить Неаполітанському королівству. Деякі міста півночі: Венеція, Флоренція, Генуя тощо, мають статус міст-республік.
Майже весь Піренейський півострів займають християнські Кастилія і Леон, де править Хуан II (до 1454), Арагонське королівство на чолі з Альфонсо V Великодушним (до 1458) та Португалія, де королює Жуан I Великий (до 1433). Під владою маврів залишилися тільки землі на самому півдні.
Генріха VI проголошено королем Англії (до 1461). У Кальмарській унії (Норвегії, Данії та Швеції) королює Ерік Померанський. В Угорщині править Сигізмунд I Люксембург (до 1437). Королем польсько-литовської держави є Владислав II Ягайло (до 1434). У Великому князівстві Литовському княжить Вітовт.
Частина руських земель перебуває під владою Золотої Орди. Галичина входить до складу Польщі. Волинь належить Великому князівству Литовському. Московське князівство очолює Василь I.
На заході євразійських степів править Золота Орда. У Єгипті панують мамлюки, а Мариніди — у Магрибі. У Китаї править династії Мін. Значними державами Індостану є Делійський султанат, Бахмані, Віджаянагара. В Японії триває період Муроматі.
Цивілізація мая переживає посткласичний період. У долині Мехіко склалася держава ацтеків, де править Чимальпопока (до 1428). Почала зароджуватися цивілізація інків.

## Події
- Мельнський мир між Тевтонським орденом та Польщею й Литвою надовго визначив спільні кордони держав.
- 10 січня гусити завдали поразки хрестоносцям у битві біля Німецького Броду.
- Жиґимонта Корибутовича проголошено чеським намісником.
- Помер король Англії Генріх V. Трон успадкував його дев'ятимісячний син Генріх VI.
- 21 жовтня у віці 53-х років помер французький король з 1380 Карл VI Божевільний.
- У Парижі новим королем Франції проголошено англійського короля Генріха VI, а регентом Джона Ланкастера, у Буржі — дофіна Карла VII.
- Болгарський цар Костянтин II Асень помер у вигнанні при сербському дворі. Болгарію повністю окупували турки.
- Турки взяли в облогу Салоніки й атакували Константинополь, але змушені були відступити.

## Померли
- 21 жовтня — Карл VI Божевільний, король Франції